# 荣洋
荣洋（1960年9月—），男，汉族，北京人，中华人民共和国政治人物。现任北京控股集团有限公司副总经理，全国政协提案委员会委员。第十二、十三、十四届全国政协委员。